# Rammstein
Rammstein (pronunciación en alemán: /'ʁamʃtaɪ̯n/) es una banda alemana de metal industrial fundada en 1994 por los músicos Till Lindemann, Richard Z. Kruspe, Oliver Riedel, Paul Landers, Christian Lorenz y Christoph Schneider. Su música se basa en una corriente surgida en su país en los años 1990 llamada Neue Deutsche Härte, del que son el exponente más popular y al que también pertenecen, entre otros, Oomph! y Die Krupps. Ellos mismos han denominado en alguna ocasión esta mezcla con el apelativo de Tanzmetall («metal de baile»).
Sus canciones están escritas casi exclusivamente en alemán aunque algunas contienen inglés, francés, ruso o incluso español; y han vendido más de 35 millones de copias en todo el mundo. Entre otros reconocimientos, han sido nominados en dos ediciones de los premios Grammy en la categoría de mejor interpretación de metal: en 1999 con el tema «Du hast» (del álbum Sehnsucht) y en 2006 con «Mein Teil» (del álbum Reise, Reise). Han lanzado al mercado un total de ocho álbumes de estudio y cuatro en directo, así como cinco DVD; toda su discografía se encuentra disponible en el catálogo de la multinacional discográfica Universal Music.

## Nombre
El nombre del grupo está inspirado en la ciudad alemana Ramstein, en cuya base aérea sucedió un accidente en 1988 durante un espectáculo, en el que se vieron implicadas tres aeronaves de la escuadrilla acrobática italiana Frecce Tricolori. Dos de ellas chocaron en el aire y otra cayó sobre el público, provocando más de setenta víctimas. En el nombre se repite la «m», de forma que incluye la raíz del verbo rammen ('chocar, hundir') junto al sustantivo Stein ('piedra'); una traducción aproximada de «Rammstein» sería por lo tanto «piedra de choque». Aunque la banda ha tratado a lo largo de su carrera de negar una relación entre su nombre y dicha catástrofe, justo después de fundarse actuaron en varias ocasiones bajo el nombre Rammstein-Flugschau ('Espectáculo aéreo de Rammstein').
Paul Landers describe así la elección del nombre:

En una de nuestras giras con Feeling B, Schneider, Flake y yo teníamos ya nombre para la nueva banda. Lo teníamos escrito en la pared de nuestro LO: «Rammstein Flugschau». Éramos tan tontos que escribimos «Rammstein» con dos emes, porque no sabíamos que el nombre del lugar llevaba solo una. Al principio nos llamamos así para hacer la tontería, pero el nombre se nos quedó pegado como esos motes que a uno no le gustan. Ya no conseguimos quitárnoslo de encima. Nosotros no queríamos llamarnos realmente Rammstein, nos vino impuesto. Buscamos otro nombre: «Milch» ('Leche'), «Erde» ('Tierra') o «Mutter» ('Madre'), pero el nombre ya estaba.

La canción «Rammstein», una de las primeras que compusieron y que trata precisamente sobre el suceso, alcanzó gran popularidad durante los primeros años del grupo. Esto contribuyó a que decidieran mantener su nombre como «Rammstein».
Existe un asteroide nombrado Rammstein en su honor .

## Historia

### Antecedentes (hasta 1994)
Los orígenes de Rammstein se remontan a la época de la Reunificación alemana. Todos los miembros de la banda nacieron en la antigua República Democrática Alemana. Richard Kruspe huyó de su ciudad natal, Schwerin, a través de Hungría y Austria hasta la República Federal Alemana. Allí fundó y tocó la guitarra para su primer grupo, Orgasm Death Gimmick. Tras la caída del Muro de Berlín en 1989 volvió a Schwerin y tocó durante un tiempo con Das Auge Gottes. Durante esta época conoció a Till Lindemann, un exnadador que trabajaba como miembro y tocaba la batería en una banda punk llamada First Arsch. Junto con los compañeros de piso de Kruspe, Oliver Riedel, bajista de The Inchtabokatables y Christoph Schneider, batería de Die Firma, pusieron en marcha Rammstein. Con Till Lindemann como cantante y letrista, comenzaron a tocar juntos. Para poder ensayar mejor, este se trasladó de Chemnitz a Berlín. Durante esta etapa tocaban música rock con influencia de grupos estadounidenses. Su primera actuación tuvo lugar el 14 de abril de 1994 en el centro cultural alternativo de Leipzig naTo. A lo largo de ese año tocaron en clubes pequeños del estado de Turingia.

### Formación yHerzeleid(1994-1996)

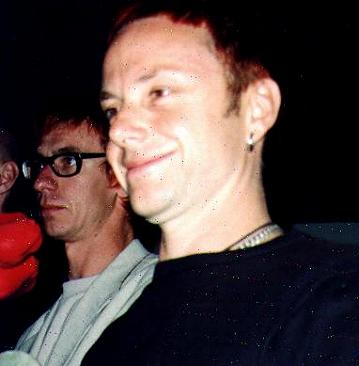
Paul Landers (en primer plano) y Christian Lorenz, guitarrista y teclista respectivamente, fueron los últimos miembros en unirse al grupo.

En 1994 grabaron una maqueta para un concurso en Berlín para bandas noveles, el Berlin Senate Metro. La cinta contenía cuatro canciones, «Das alte Leid», «Seemann», «Weißes Fleisch» y «Rammstein», que en aquel entonces tenían algunas letras en inglés. Rammstein ganó el concurso, cuyo premio era una sesión de una semana en un estudio de grabación profesional. La victoria llamó la atención de Paul Landers, de la banda Feeling B, que se incorporó como segundo guitarrista para la grabación del premio. El grupo quería incorporar asimismo a Flake Lorenz, que tocaba los teclados en el grupo de Landers. En un principio, Lorenz rechazó unirse a la banda porque encontraba el estilo de música soso e inexpresivo. Finalmente aceptó con la condición de que se cantara en alemán.
En 1995 se pusieron en manos del representante Emanuel «Emu» Fialik y firmaron con la discográfica Motor Music. En marzo de dicho año publicaron el álbum de debut, Herzeleid, producido por Jacob Hellner y grabado en los estudios Polar de Estocolmo. Uno de los cortes del LP, "Rammstein", llegaría a oídos del cineasta David Lynch, quien dos años más tarde lo incluiría en la banda sonora de su película Carretera perdida.
Tras grabar Herzeleid, realizaron una gira como teloneros de la banda de Cottbus Sandow y después con Project Pitchfork. También abrieron los espectáculos de los suecos Clawfinger en Varsovia y Praga el 27 y 29 de noviembre respectivamente. Tras estas actuaciones, Rammstein hizo su primera gira como cabeza de cartel para presentar su disco de debut. En esa gira —diecisiete conciertos entre el 2 y el 22 de diciembre— tocaron con The Ramones y nuevamente con Clawfinger.
Durante 1996 tocaron en algunos festivales como el Bizarre-Festival y aparecieron en el programa de la MTV Hanging Out con sus canciones «Wollt ihr das Bett in Flammen sehen?» y «Du riechst so gut». El 27 de septiembre de ese año ofrecieron el espectáculo 100 años de Rammstein, para conmemorar su centésimo concierto. A partir de ese concierto, el director de cine berlinés Gert Hof comenzó a hacerse cargo de la luminotecnia de los montajes de Rammstein. En un frenético final de año actuaron en 17 ocasiones en Alemania, Austria y Suiza y comenzaron a grabar su nuevo trabajo en Malta.

### Sehnsucht(1997-1998)
Con el segundo disco, Sehnsucht, editado en 1997 empezó a despegar desde el punto de vista comercial, tanto en Alemania como en el extranjero. Sehnsucht incluye dos de sus sencillos más célebres: «Du hast» y «Engel», gracias a cuyo videoclip ganaron su primer premio ECHO. Este arranque se vio ensombrecido por una demanda por plagio interpuesta por el grupo NDH Die Krupps (vid. infra "Relaciones con otros grupos").
El tour de Sehnsucht les llevó por toda Europa en 1997. También tocaron por primera vez en los Estados Unidos de América, donde ofrecieron dos conciertos en sendos clubes neoyorquinos y actuaron junto a Hanzel und Gretyl y KMFDM. Por aquel entonces ya habían tomado parte de festivales afamados, como el Rock am Ring.
En junio del mismo año compartieron escenario junto a Soulfly y Mindless Self Indulgence en un total de 16 fechas en los Estados Unidos, en el mes de octubre pero de 1998 volvieron a pisar suelo estadounidense como parte de los actos del Family Values Tour junto a Korn, Limp Bizkit, Ice Cube y Orgy. Interpretaron «Du hast» en la gala de los MTV Europe Music Awards en Milán, en la cual estaban nominados en la categoría de "mejor directo de rock".

### Live aus Berlin(1999-2000)
En 1999 Rammstein obtuvo su primera nominación a los premios Grammy por «Du hast» y su segundo premio ECHO, esta vez por ser el grupo alemán más famoso en el extranjero. En agosto publicaron un doble álbum llamado Live aus Berlin, grabado en vivo el 22 y 23 de agosto de 1998 en el Volkspark Wuhlheide de Berlín. Los conciertos reunieron a 17 000 espectadores cada uno, la mayor cifra de afluencia a una actuación de Rammstein hasta la fecha. Los teloneros esas dos noches fueron Danzig, Nina Hagen, Joachim Witt y Alaska. El lanzamiento vino acompañado por el vídeo de los conciertos en DVD y VHS.
En noviembre de 1999 se publicó un libro fotográfico de 160 páginas obra de Gert Hof que ilustraba la historia del conjunto. En 2000 Rammstein sólo actuó en Berlín y en un festival en Japón. Durante ese año empezaron a trabajar en Francia en su siguiente trabajo.

### Mutter(2001-2003)
En 2001, cuatro años después de su último disco de estudio, estrenaron contrato discográfico con Universal Music, al desligarse Motor Music de dicho consorcio. Con la multinacional editaron Mutter, disco que hizo a Rammstein alcanzar las mejores cifras de ventas de toda su carrera al lograr la categoría de doble platino. Hasta cinco canciones de Mutter se comercializaron como sencillo. Algunas de ellas, tanto de este como de otros álbumes, fueron incluidas en bandas sonoras de películas de Hollywood, como «Feuer frei!» en xXx, «Halleluja» en Resident Evil o «Du hast» en la película de culto de los hermanos Wachowski The Matrix, «Mein Herz brennt» en la película de Hellboy 2. La popularidad del sexteto creció de forma tal, que en 2002 llegó incluso a editarse un disco homenaje en su honor titulado Battery: A tribute to Rammstein.
Además de publicar Mutter, ese año participaron en el Big Day Out Festival en Australia y Nueva Zelanda, compartiendo escenario, entre otros, con los entonces debutantes Coldplay. Asimismo actuaron en pequeños clubes en las ciudades niponas de Osaka y Tokio, tras lo cual se embarcaron en una nueva gira europea. El grupo participó en el Pledge of Allegiance Tour junto con Slipknot, System of a Down, Mudvayne y American Head Charge, durante el tour Daron Malakian, guitarrista de System of a Down, colaboró con Rammstein en dos conciertos de dicha gira, debido a que el guitarrista Paul Landers se vio obligado a regresar a Alemania por la enfermedad de un familiar. Tras esos conciertos, Rammstein canceló la gira definitivamente. En noviembre volvieron a tocar —esta vez «Ich will»— con motivo de la gala de los MTV European Music Awards.
Justo antes de finalizar 2003, lanzaron el DVD Lichtspielhaus, una recopilación de videoclips y actuaciones en directo.

### Reise, ReiseyRosenrot(2004-2005)

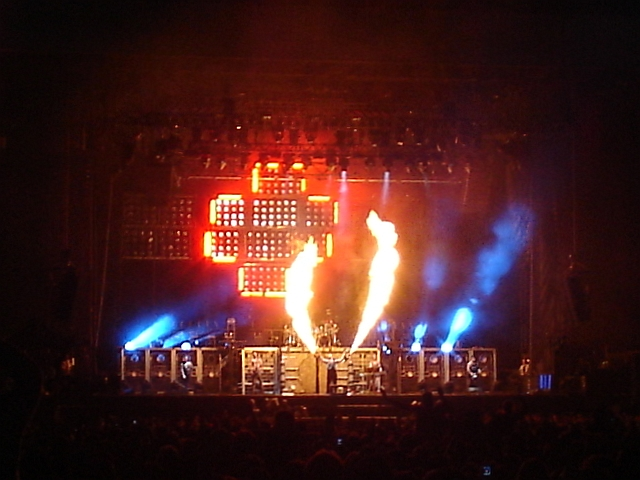
Till Lindemann utilizando guantes lanzallamas en un concierto en 2005 en Bélgica.

En 2004 comienza en Málaga la grabación del cuarto álbum de estudio, que lleva por título Reise, Reise. El primer sencillo, «Mein Teil», recibió una nueva nominación a los premios Grammy. Al lanzamiento de Reise, Reise le sigue una larga gira titulada Ahoi Tour, por el continente europeo, durante la cual Rammstein graba varios conciertos para preparar su segundo disco y DVD en vivo. Visitan veintiún países —algunos por primera vez, como Eslovenia y Eslovaquia— y son vistos por más de un millón de espectadores. Entre concierto y concierto, los miembros del grupo aprovechan para acudir a la entrega de los ECHO de 2005 en Berlín y tocar «Keine Lust», uno de los cuatro sencillos del disco. También en 2004, la Orquesta Sinfónica de Dresde, bajo la batuta de Torsten Rasch es galardonada con un premio ECHO de música clásica por su ciclo de canciones «Mein Herz brennt», en el que utilizan letras de Rammstein. El proyecto está producido por Sven Helbig, que colaborará en la producción de los álbumes de Rammstein posteriores.
Con el material sobrante de la grabación de Reise, Reise publican en 2005 Rosenrot. En él se incluye un dueto con la cantante escocesa Sharleen Spiteri. También venden una edición especial que incluye un DVD con tres canciones tocadas en directo, adelanto del futuro disco en vivo...

### Völkerball(2006-2007)
Con las grabaciones de la gira Reise, Reise, Rammstein edita Völkerball (2006). El CD del directo se vende de forma inseparable junto a un DVD que contiene un concierto completo en la Arena de Nimes y extractos de otros tres, en Londres, Tokio y Moscú. Se sacan al mercado tres ediciones distintas: la estándar, otra especial que incluye un DVD con entrevistas y una limitada que suma a todo lo anterior un libro de 190 páginas con imágenes de la gira. Tras sacar a la venta Völkerball, el grupo se sume en una pausa creativa, a la espera de poder producir un nuevo álbum. Richard Kruspe aprovecha dicha pausa para comenzar un proyecto musical paralelo llamado Emigrate, cuyo primer disco ve la luz en agosto de 2007. Durante este tiempo, se extiende el rumor de un hipotético abandono del grupo por parte de Till Lindemann, que alcanza tal magnitud que Rammstein se ve obligado a desmentirlo mediante un comunicado en su página web el 19 de julio de 2007. En una ocasión, Flake Lorenz había asegurado que si uno de los componentes abandonara el grupo, el resto no continuaría.

### Liebe ist für alle da(2008-2010)

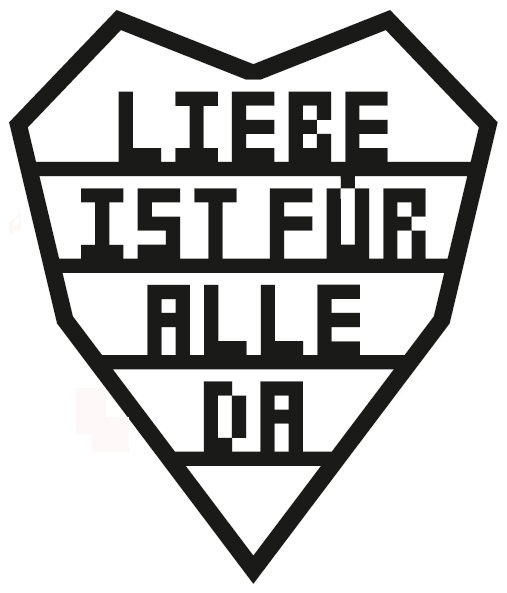
«El amor está ahí para todos»

El día 4 de noviembre de 2008, la página oficial de Rammstein anunció que el grupo había terminado en Berlín la preproducción del sexto disco y que el grueso de la grabación del mismo empezaría cinco días más tarde en un estudio cerca de San Francisco. El 21 de ese mismo mes, se informó de que el primer sencillo saldría durante el verano de 2009 y el álbum, en otoño de dicho año. Además, la banda iniciaría una gran gira cuyo primer concierto tendría lugar el 8 de noviembre en Lisboa y que se prolongaría hasta «bien entrado el 2010». En la web del grupo están anunciadas las fechas de conciertos hasta julio de 2010, entre las que se incluyen presentaciones en diversos festivales europeos
En agosto de 2009 se lanzó el portal de marketing viral Liebe ist für alle da (El amor está ahí para todos), con enlaces a redes sociales como Facebook y Twitter, como parte de la campaña publicitaria. Adicionalmente, varios portales autorizados empezaron a transmitir sus primeras impresiones sobre el nuevo material, tras haberlo escuchado en una exclusiva conferencia de prensa celebrada en Berlín. En septiembre se anunció en la página oficial el título del nuevo álbum (Liebe ist für alle da), a la venta a partir del 16 de octubre. El primer sencillo extraído fue «Pussy», canción con una letra de contenido sexual que cuenta con un vídeo dirigido por Jonas Åkerlund con escenas explícitas de sexo. El segundo sencillo fue «Ich tu dir weh», un tema que ha causado gran polémica por ser objeto de censura. El tercero fue «Haifisch».
Rammstein sacó un nuevo disco en vivo 'In Amerika', donde se presentaron en el Madison Square Garden, el cual está dirigido por Matthew Amos.

### Made in Germany 1995-2011yVideos 1995-2012(2011-2013)
Rammstein lanzó un álbum de grandes éxitos titulado Made in Germany 1995-2011 el 2 de diciembre de 2011. Contiene un tema inédito, «Mein Land» que fue lanzado como sencillo el 11 de noviembre de 2011 con otra canción, «Vergiss Uns Nicht», que fue lanzado en una fecha posterior. La compilación está disponible en tres ediciones diferentes: la edición estándar, edición especial, y la edición de super lujo. El video de la canción «Mein Land» fue filmado el 23 de mayo de 2011 en Playa Sycamore en Malibu, California. Se estrenó en el sitio web oficial de la banda en el 11 de noviembre de 2011. El 4 de marzo de 2012 Vitaly Milonov, en San Petersburgo, Rusia creó una propaganda para crear leyes en contra de la homosexualidad y la pedofilia de la cual Rammstein, en su presentación que se había hecho anteriormente, fueron castigados por su actuación de «Bück Dich» considerándolo como «insultantes escenas de carácter sexual» y a su presentación como «la pornografía no disimulada y grosera».
Rammstein ganó los premios Echo a «Artista, Rock Alternativo y Actuación de mayor éxito en el extranjero» y nominados en las categorías «Mejor Actuación en Vivo» y «Mejor video Nacional» (Mein Land) celebrados en Berlín el 22 de marzo de 2012, además de hacer una presentación especial con Marilyn Manson interpretando su éxito «The Beautiful People» sin la participación de Till Lindemann.
 El 7 y 14 de diciembre salen a la luz los sencillos de Mein Herz Brennt (primero salió la versión en piano cuyo sencillo presenta una canción inédita llamada «Gib mir deine Augen» (Dame tus ojos) y después la versión original) con sus respectivos videos, mientras que también el 14 de diciembre del mismo año sale Vídeos 1995-2012, un DVD recopilatorio (el segundo en su discografía) en el que se añaden todos los videoclips de la banda hasta esa fecha incluyendo los videos antes mencionados.
El 2 de octubre de 2013 sale a la venta «In Stille Nächten» (En Noches Silenciosas) el 2o. libro de poesías de Till Lindemann (cuyo primer libro se llama «Messer» (Cuchillo) editado en 2002), y como parte de la promoción de este, Holger John abrió una exposición de arte en la ciudad alemana de Dresde el cual estuvo abierto al público del 12 de diciembre del 2013 al 13 de enero de 2014 en el que se mostró obras de arte de este y trabajos con Rammstein durante las épocas del disco MIG 1995-2011 e incluso se mostró arte original del mismo Till Lindemann. Ésta exposición no estuvo exenta de controversias, sobre todo por dos obras en específico, una llamada «Hans im Glück», que muestra niños desnudos en forma de ángel, unos hacen recordar a Cupido, y una pintura denominada «Feuer Frei», que muestra glúteos sangrando insertados por una escopeta.

### Otros proyectos eIn Amerika(2014-2015)

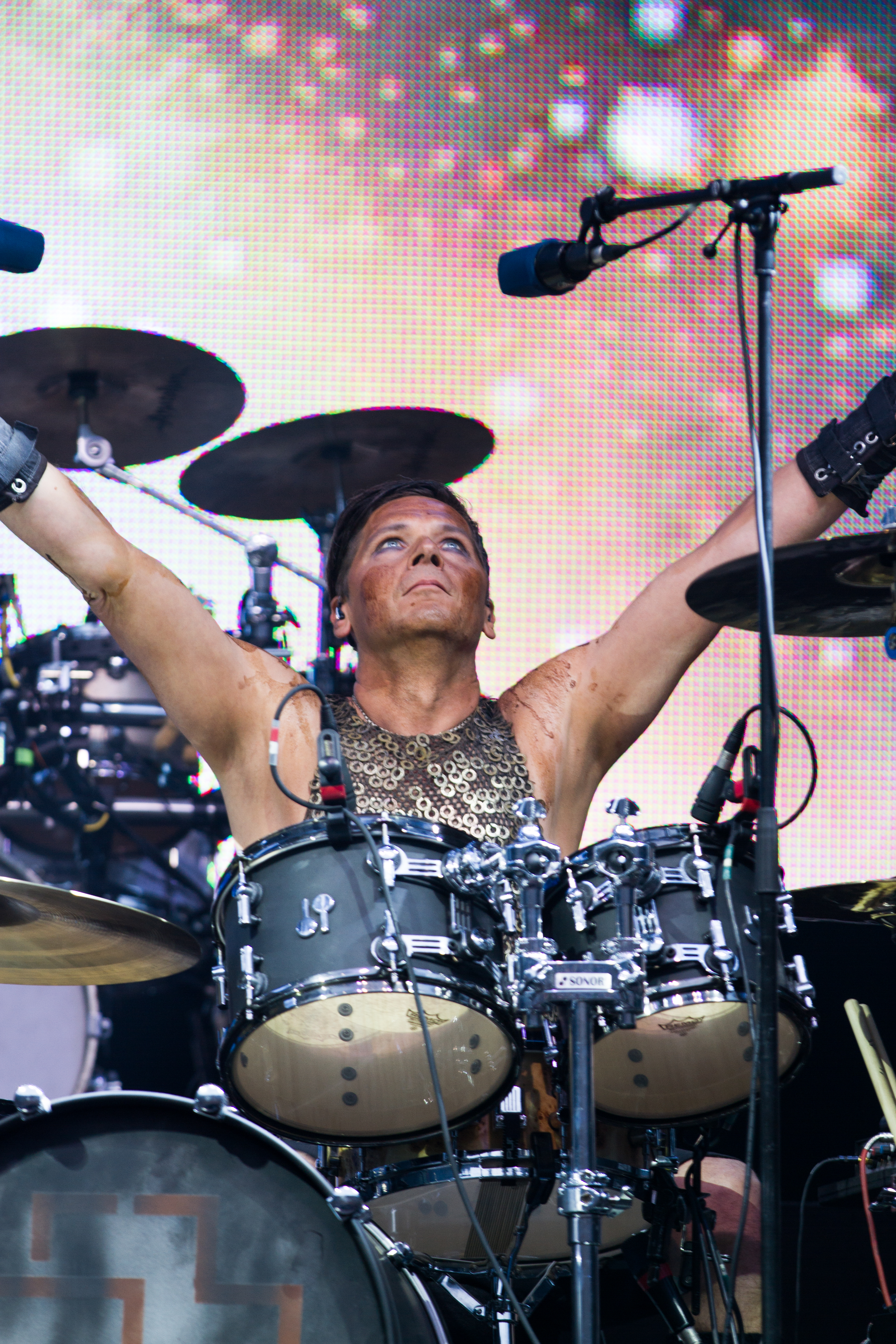
Christoph Schneider en 2015.

El 2014 resultó ser un año sabático para la banda ya que no habían tenido descanso desde que en 2008 entraron al estudio para grabar Liebe ist für alle da, y por tanto algunos integrantes aprovecharon este año para realizar o reiniciar con algunos proyectos.
Till Lindemann anunció un compilado de poemas de su dos libros (Messer e In Stille Nächten) llamado simplemente Die Gedichte («Los poemas», en español). El 15 de marzo de 2015 a través de su editorial KiWi. Christian «Flake» Lorenz también anunció la salida de su libro autobiográfico «Der Tastenficker-An was ich erinner kann» («El cabrón del teclado-lo que puedo recordar de mí», en español) para el 16 de marzo del mismo año.
El 24 de julio de 2014, salió a la venta el DVD Wacken: Louder than Hell en formato 3D, grabado durante el festival de Heavy Metal Wacken Open Air en agosto de 2013 donde Rammstein hizo aparición en este documental, además de las demás bandas que participaron, dirigida por Norbert Heitker (que en 1997 trabajó con la banda para el video Engel). Para la promoción del DVD en su página oficial anunciaron que regalarían entradas 75X2 para una vista previa en el Kino in der Kulturbrauerei (Cine de la Cultura Cervecera, en español) el 23 de julio de 2014 en Berlín.
Richard Z. Kruspe reanudó con su banda alternativa Emigrate que para el 9 de diciembre lanzaron al mercado «Silent So Long», su segundo álbum de estudio. Así mismo, Till Lindemann anunció a través de Facebook en enero de 2015 la fundación de su banda Lindemann junto con Peter Tägtgren lanzando a la venta el disco debut Skills in Pills en junio del mismo año. El 25 de septiembre de 2015 salió a la venta el tercer DVD en vivo llamado In Amerika grabado en el Madison Square Garden, Nueva York el 11 de diciembre de 2010 junto con un documental que relata algunas experiencias de la banda en los Estados Unidos, el cual tiene participaciones de diferentes artistas en donde también relatan sus experiencias y relación con la banda, Chad Smith (Red Hot Chili Peppers), Brian Warner (Marilyn Manson), Kaizer Von Loppy y Vas Kallas (Hanzel Und Gretyl), John Dolmayan y Shavo Odadjian (System Of A Down), Jonathan Davis y James Shaffer (Korn), Wes Borland (Limp Bizkit), Steven Tyler (Aerosmith) y Shawn Crahan (Slipknot), fueron algunos de los artistas que contaron sus anécdotas con la banda.
El 4 de diciembre del mismo año se lanzó al mercado «XXI-The Vinyl Box Set» como parte de su aniversario 21, un segundo Box Set en discos vinilo de 12 pulgadas el cual contiene todos los álbumes de estudio de la banda lanzados hasta la fecha (Herzeleid, Sehnsucht, Mutter, Reise, Reise, Rosenrot y Liebe ist für alle da) por primera vez remasterizados más una grabación que lo complementa llamado «Raritäten», en ella se encuentran demos y otras canciones inéditas que se agregaron a algunos sencillos de la banda más una pista inédita, la versión completa de la canción «Los» (canción perteneciente al álbum Reise, Reise). Días después, el 18 de diciembre se lanza el audiolibro «XXI Klavier» («Piano» en español), una especie de álbum recopilatorio en el que se presentan canciones de la banda reversionadas sólo con piano, como dice su título.

### Rammstein: Parisy nuevo álbum de estudio (2016-2017)
El 11 de mayo de 2016, el director Jonas Åkerlund se presentó en el Festival de Cannes para estrenar su nueva proyección llamada «Rammstein: Paris», una grabación de concierto en vivo realizada en Bercy, una ciudad ubicada en Francia en marzo de 2012 durante el Made in Germany 1995-2011 Tour, para que posteriormente se estrenara oficialmente en cines a través del mundo los días 23, 24 y 29 de marzo de 2017 y dos meses después, específicamente el 19 de mayo, lanzarse como DVD/Blu Ray. En su premier, en Völksbuhne, Berlín, los guitarristas Richard Z. Kruspe y Paul Landers confirmaron el proceso de grabación de un nuevo álbum de estudio que comenzaría a grabarse en otoño del 2017.

### Rammstein(2018-2019)
En una entrevista con Kerrang! en enero de 2019, Richard Z. Kruspe señaló que se crearían cinco videos musicales para el nuevo álbum. Los teaser clips para el primer video musical fueron lanzados a finales de marzo. Estos clips presentaron imágenes del video junto con números romanos definidos para la fecha 28 de marzo del 2019. Ese día la canción "Deutschland" fue lanzada como el sencillo principal del álbum en plataformas digitales y su video musical de casi 10 minutos de duración se estrenó en YouTube, en el sencillo también se incluyó un remix de la canción creada por el mismo Kruspe, igualmente reveló la fecha de lanzamiento del álbum fijado el 19 de mayo del 2019. La lista de canciones se reveló entre el 16 y el 19 de abril con fragmentos de riffs de cada canción en YouTube incluyendo la portada del disco el día 18. menos de una semana después lanzó promocionales para su siguiente video "Radio" para el 26 de abril y un mes después con "Ausländer". El 17 de mayo saldría finalmente a la luz el nuevo álbum, el cual, curiosamente, no cuenta con título oficial, por lo que se le llama simplemente como disco homónimo "Rammstein" cuya portada es un cerillo de cabeza roja en un fondo blanco.

### Fechas pospuestas y su octavo álbum de estudioZeit(2020-2022)
En 2020 la banda iba a iniciar la segunda parte del Europe Stadium Tour en Austria el 25 de mayo, incluso se anunció fechas para el North American Stadium Tour pero por la pandemia tuvieron que posponer ambos tours.
Meses después, en sus redes sociales postearon una fotografía donde se puede ver a 4 de ellos y 2 productores en una sala de ensayo/grabación. En la leyenda se puede leer: “Tristemente no hay gira este año, ¡Pero es genial estar devuelta en el estudio!”. La foto fue tomada por Christoph Schneider.
Las grabaciones se realizaron en Studios La Fabrique en Saint-Rémy-de-Provence, Francia. También se posteó un video grabado por Paul Landers donde se puede ver un poco del lugar y a Christoph Schneider ensayando.
El 26 de octubre del año pasado hubo un nuevo post donde se menciona que el nuevo sencillo fue estrenado en el espacio. Christoph Schneider dijo “¡El espacio está llamando! Tuve el honor de hablar con el astronauta de la ISS, Thomas Pesquet, en nombre de Rammstein. Él es el actual comandante de la ISS y vive en el espacio desde hace año y medio. Me sentí como el sueño de un niño haciéndose realidad - hablar con una persona que vive en el cielo, compartir un vistazo de su vista, darme cuenta de lo pequeños que somos todos comparados con la profundidad del universo... Fue el primero en escuchar una de nuestras nuevas canciones del próximo álbum. Se estrenó en el cielo, lo cual es un honor para nosotros.”'
Rammstein comenzó a anunciar el primer sencillo de su octavo álbum de estudio el 8 de marzo de 2022, publicando clips en sus cuentas de redes sociales con el hashtag “#ZEITkommt”. El 10 de marzo, anunciaron formalmente el álbum, titulado Zeit. Ese mismo día, se lanzó el primer sencillo del álbum, también titulado Zeit, que le da nombre al álbum, así como su video musical. Un segundo sencillo, 'Zick Zack', fue lanzado el 7 de abril de 2022, así como su video musical.
El álbum Zeit se lanzó al mercado el 29 de abril de 2022. Ese mismo día, fue publicado el videoclip de la canción 'Angst'. 
El 25 de mayo de 2022, el videoclip de la canción 'Dicke Titten' fue publicado. Dos días después, fue lanzado al mercado como sencillo. Finalmente, el 24 de noviembre de 2022, el quinto sencillo y videoclip de 'Adieu' fueron publicados.

## Estilo

### Musical
Generalmente se clasifica el estilo musical de Rammstein como metal industrial y neue deutsche härte, pero también diversos géneros del metal como el heavy metal, metal progresivo, rock industrial, metal alternativo, groove metal y música electrónica. Musicalmente, Rammstein está fuertemente influido por artistas como la banda industrial eslovena Laibach, DAF (Deutsch-Amerikanische Freundschaft), Oomph! y Ministry. En todo caso, las profundas diferencias existentes entre canciones como «Bestrafe mich», «Ohne dich» y «Te quiero puta!» hacen extremadamente difícil adscribir a Rammstein a un movimiento concreto, aunque, al ser mayormente música altamente distorsionada, se lo asocia con el movimiento Neue Deutsche Härte.
Al contrario que muchos grupos del Berlín reunificado, Rammstein asegura que no querían imitar a grupos estadounidenses e ingleses. Flake Lorenz dijo al respecto en una entrevista:

«Hemos encontrado el estilo porque sabíamos exactamente qué era lo que no queríamos. Y lo que no queríamos era hacer música funk y americana, o punk, o algo para lo que no servimos. Nos hemos dado cuenta de que el único tipo de música que sabemos tocar es el que tocamos. Y es un estilo simple, inexpresivo, monótono».

Efectivamente, los ritmos de batería sencillos y repetitivos son muy característicos de Rammstein. También lo son los riffs de guitarra potentes y con mucha distorsión, muchas veces interpretados al unísono por las dos guitarras. El estilo de Rammstein se aleja del heavy metal puro por la ausencia de breaks de batería, la falta de virtuosismo en los solos de guitarra y la constante inclusión de efectos de sonido electrónicos. En una entrevista de 1997, Richard Kruspe reivindicaba la unicidad de Rammstein en el plano musical:

«[La música] es diferente a otras bandas parecidas, como Die Krupps o Front 242. No hay ninguna que suene exactamente como Rammstein».

A partir del segundo álbum (Sehnsucht) se percibe un cierto refinamiento en la forma de cantar de Till Lindemann —en palabras de Christoph Schneider, Lindemann empieza «a cantar y no sólo hablar»—. A partir del tercero (Mutter), a juicio de algunos críticos, la producción es más limpia y las guitarras suenan menos pesadas. En los últimos discos aumenta el número de baladas tranquilas como «Nebel» y «Ohne dich» y se empiezan a incluir nuevos instrumentos como el acordeón («Reise, Reise»), la flauta peruana («Wo bist du?») o las trompetas al estilo mariachi de «Te quiero puta!».

### Letras

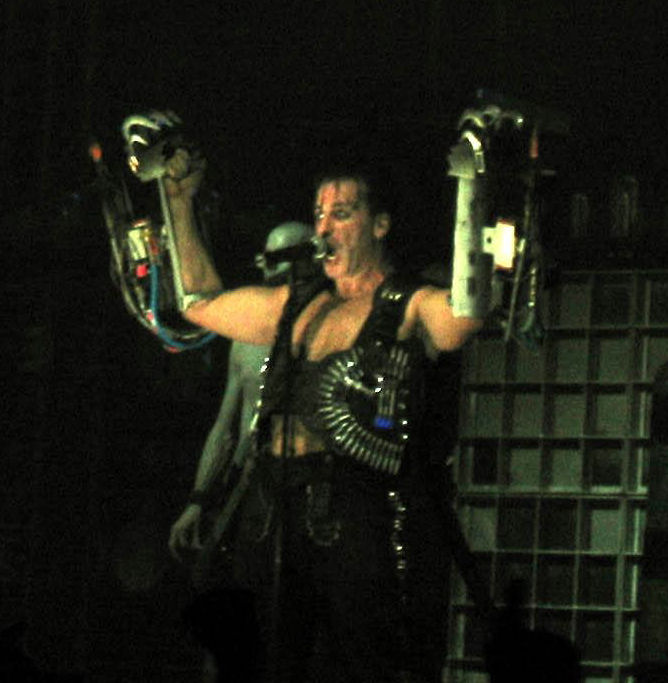
El vocalista Till Lindemann escribe la mayor parte de las letras de Rammstein.

#### Temática
Las letras son un elemento esencial de la identidad musical de Rammstein. Suelen tocar tabúes y temas controvertidos como el sadomasoquismo («Bestrafe Mich», «Ich tu dir weh»), el incesto («Spiel mit mir», «Wiener Blut», «Tier» o «Laichzeit»), el voyeurismo («Feuer und Wasser», «Weit weg») el sexo («Pussy», «Buck Dich», «Frühling in Paris», «Rein raus», «Das Alte Leid», «Ausländer», «Sex»), críticas al gobierno estadounidense, («Amerika», «Zerstoren»), la violación («Weißes Fleisch», «Liebe ist für alle da», «Hallomann»), el abuso sexual por parte del clero («Halleluja», «Zeig dich»), la necrofilia («Heirate mich»), el canibalismo («Mein Teil», «Eifersucht») y los símbolos religiosos («Asche zu Asche»), etc. Las canciones de los primeros álbumes (Herzeleid, Sehnsucht y Mutter) se centran sobre todo en el sexo y la violencia. En Reise, Reise y Rosenrot se tratan también otros temas relacionados con las relaciones interpersonales. En estos dos discos, Rammstein canta sobre la amistad, la soledad, la obsesión, el amor no correspondido y la superficialidad en las relaciones.
Muchas letras están influenciadas por diversas obras literarias, especialmente alemanas. La canción «Dalai Lama» es una adaptación de Der Erlkönig, de Goethe.«Hilf mir» está inspirada en el poema «La tristísima historia de las cerillas», del libro infantil de Heinrich Hoffmann Struwwelpeter («Pedro Melenas»). La canción «Rosenrot» se basa en el poema de Goethe Heideröslein; «Du riechst so gut» podría estar inspirada en el libro «El perfume» de Patrick Süskind y «Stein um Stein» en el relato El barril de amontillado de Edgar Allan Poe. Del mismo modo, el estribillo del tema «Haifisch» es una variación de la canción de Kurt Weill «Die Moritat von Mackie Messer», cuya letra es obra de Bertolt Brecht.

#### Uso del lenguaje
Casi todas sus canciones están escritas en alemán. Las excepciones son las versiones en inglés de «Engel», «Du hast» y «Amerika», las versiones de los temas «Stripped» y «Pet Sematary», y la canción «Te quiero puta!», totalmente en español. Además, los temas «Amerika», «Stirb nicht vor mir//Don't die before I do» y «Pussy» contienen versos en inglés, «Moskau» en ruso y «Frühling in Paris» en francés. «Ollie» Riedel comentó: 

«El idioma alemán queda bien con el heavy metal. El francés podría ser el idioma del amor, pero el alemán es el idioma de la furia».

Desde el punto de vista estilístico, los textos de Rammstein parecen a simple vista sencillos y directos, pero no es raro encontrar a veces en ellos dobles sentidos, frases hechas, juegos de palabras y alegorías. Suelen estar redactados en primera persona y en muchas ocasiones algunos fragmentos pueden interpretarse de diversas maneras. Como dice el batería, Christoph Schneider, «en las canciones de Rammstein siempre queda margen para las interpretaciones». Esto resulta evidente al observar las letras de canciones como «Du hast», «Mann gegen Mann» o «Los». En esta última, por ejemplo, juegan con la repetición del sufijo alemán -los:
| «Es ist hoffnungslos,  | Es desesperado, |
| sinnlos,               | sin sentido,    |
| hilflos...             | desamparado...  |
| Sie sind Gott... Los!» |                 |

La última línea puede interpretarse de tres maneras: «sie sind Gott. / Los!» significa «ellos son Dios, / ¡vamos!». "Sie sind Gott los" puede traducirse como «se libraron de Dios». Finalmente, «sie sind gottlos» significa «son impíos o ateos». «Sie sind» también puede entenderse como «usted es», sumando seis interpretaciones adicionales.

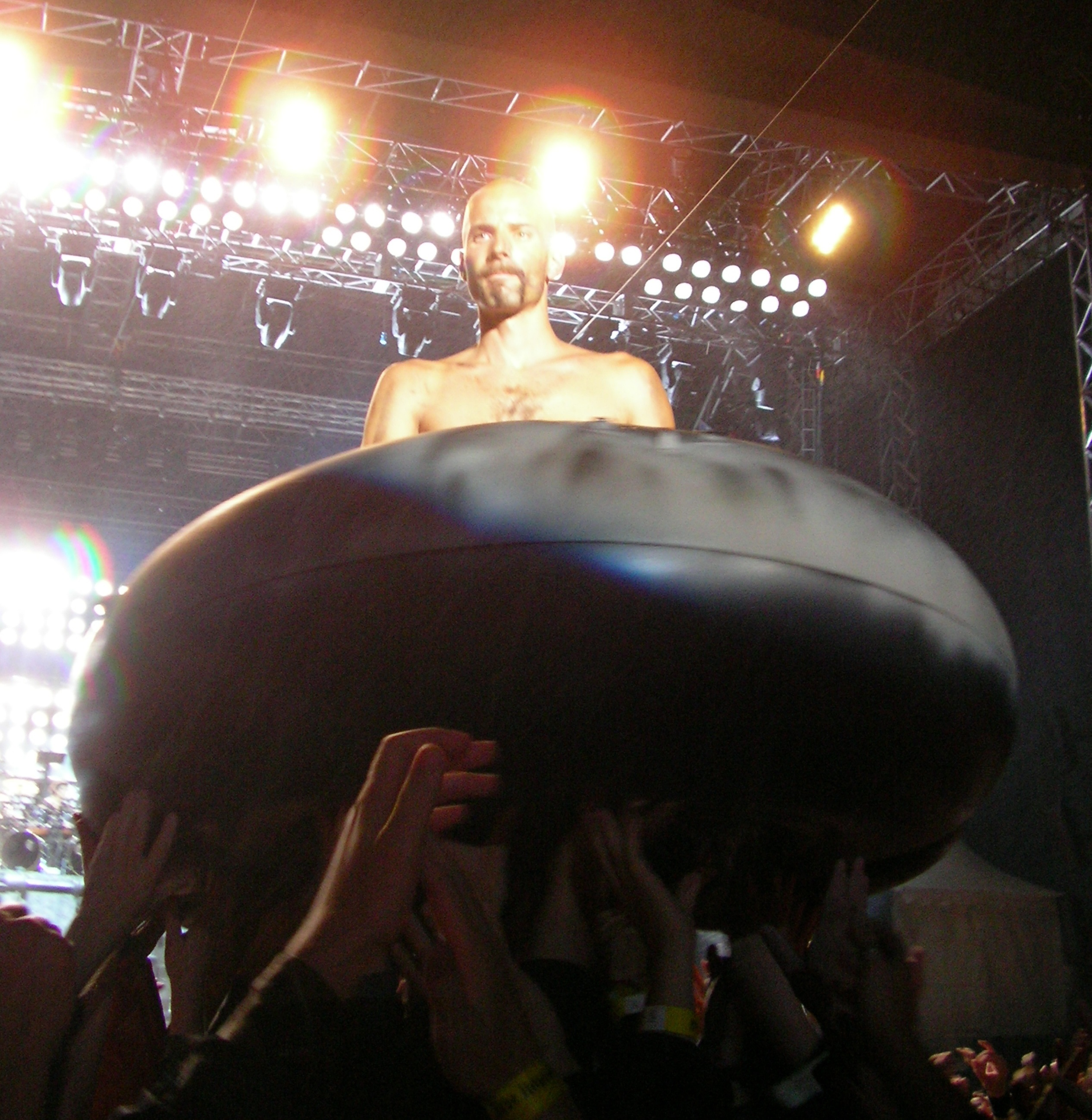
Ollie Riedel, bajista de la banda, navegando sobre el público en un bote inflable durante un concierto en Gotemburgo.

### Espectáculos
Rammstein ha desarrollado una fama particular por el uso de pirotecnia en sus directos. El vocalista Till Lindemann es un pirotécnico calificado. El espectáculo que Rammstein despliega en sus conciertos incluye, entre otras muchas cosas, el uso de máscaras lanzallamas (véase Lycopodium) y baquetas, guitarras, micrófonos y botas que lanzan chispas o arden. Lindemann solía cantar el tema «Rammstein» en llamas, enfundado en un traje ignífugo.
En las últimas giras del grupo, la pirotecnia ha pasado a un segundo plano, poniéndose especial énfasis en la vertiente cómica de los espectáculos. Por ejemplo, en «Mein Teil» Lindemann «cocina» a «Flake» Lorenz en una olla gigante con un gran lanzallamas y le persigue por todo el escenario. Otro gag típico de los conciertos de Rammstein es subir a un miembro de la banda sobre un bote inflable y que este «navegue» sobre el público.
Para la gira LIFAD 2009-2010, el espectáculo pirotécnico recobró su fuerza, con nuevos efectos. En la base y techo del escenario hay lanzallamas. En «Benzin», un supuesto fanático se sube al escenario y es prendido en llamas. Para «Ich tu dir weh», Flake se mete en una bañera y Till simula arrojar metal líquido sobre él. En «Engel», Till usa un par de alas de aluminio que lanzan llamas.
Giras
- Herzeleid Tour (1994-1996)
- Sehnsucht Tour (1997-2000)
- Mutter Tour (2001-2002)
- Reise, Reise/Ahoi Tour (2004-2005)
- Liebe Ist Für Alle Da/LIFAD Tour (2009-2011)
- Made in Germany 1995-2011 Tour (2011-2013)
- Festivals Tour (2016-2017)
- Stadium Tour (2019-2024)

## Imagen pública

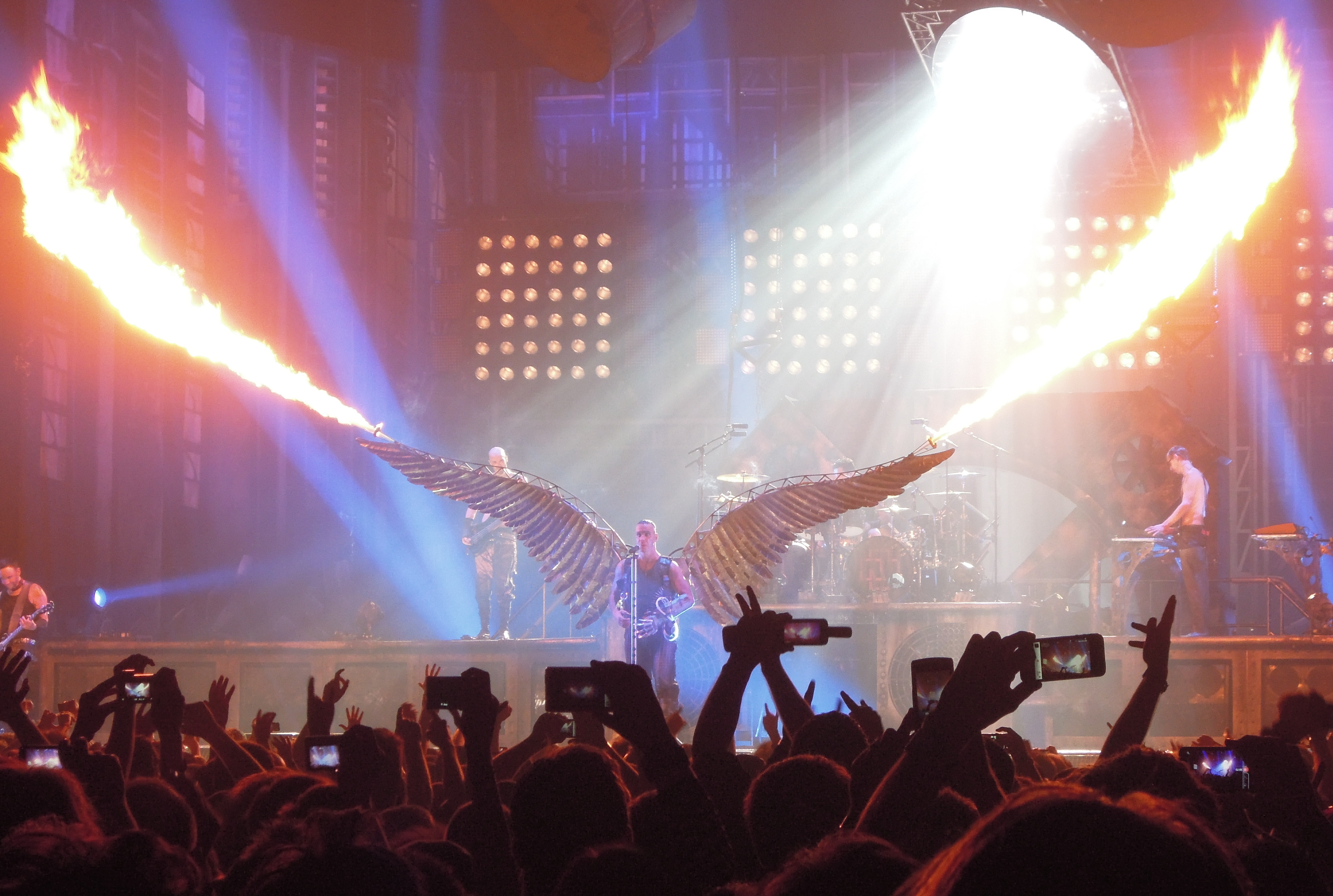
Rammstein interpretando Engel en directo en Londres, 2012

### Ideología
Debido a sus letras ambiguas y a su estilo duro, durante los primeros años de singladura de la banda se les acusó a menudo de tener «tendencias de derechas», cuando no de ser directamente neonazis. La crítica se acentuó tras publicarse en 1998 el vídeo de «Stripped» (versión de una canción de Depeche Mode), para el que utilizaron grabaciones de los Juegos Olímpicos de Berlín de 1936 de la cineasta Leni Riefenstahl, conocida por sus producciones propagandísticas en tiempos del III Reich. Ulf Poschardt, redactor en jefe de la revista suplemento del periódico Süddeutsche Zeitung, se expresaba en estos términos en el marco de una exposición sobre Riefenstahl que tuvo lugar en Potsdam en 1999:

«...Tales banalidades, sin embargo, no pueden sino resultar bastante sospechosas, a la vista de los debates sobre la identidad nacional que han tenido lugar en Alemania, tras el terrorismo de extrema derecha de los últimos años. El contexto político en el que Rammstein se refiere a Alemania ya no es el de la genuflexión de Brandt en Varsovia, sino el de las casas de inmigrantes ardiendo. [...] Los lazos de retroalimentación que lanza Rammstein al cenagal nacionalsocialista despojan a su música de cualquier tipo de "potencial hedonístico"».

Después de eliminar del vídeo todo rastro de símbolos inconstitucionales, Rammstein siguió siendo blanco de acusaciones de propagar un ideario fascista y de idealizar irresponsablemente la estética del III Reich. La consecuencia fue la prohibición de emitir sus vídeos antes de las 22 horas. El cantante Till Lindemann explicaría más tarde que con esta provocación se había traspasado una línea y que él no lo volvería a hacer nunca más. En el año 2001, Rammstein publicó la canción «Links 2 3 4» para manifestar su ideología de izquierdas ante las incesantes acusaciones. Según el teclista Flake Lorenz, Rammstein compuso esta canción a modo de manifiesto, de declaración política clara destinada a «poner fin a los prejuicios»:«Nosotros desfilamos, pero somos izquierdistas totalmente confesos». También el guitarrista Paul Landers dijo al respecto:

«Nosotros no creemos que el mundo esté dividido en izquierda y derecha. Pero en esta canción nos explicamos sirviéndonos de los métodos de clasificación simplistas que los periodistas parecen considerar tan importantes».

En otras entrevistas se posicionaron contra los actos de violencia racista. El baterista Christoph Schneider explicaba por qué, pese a todo, no tomaban nunca parte en acciones concretas como el festival antifascista Rock gegen Rechts:

«¿Con eso qué se consigue? La derecha seguirá ahí. [...] Debemos aceptar el problema y darnos cuenta de una vez de que esas tendencias existen en Alemania. [...] Hay que hablar con ellos, solucionar sus problemas».

El guitarrista Paul Landers describió a Rammstein en otra entrevista como "patriotas de izquierdas".La banda Laibach, que en cierto modo apadrinó a Rammstein, tuvo también que hacer frente a una discusión parecida sobre sus posicionamientos políticos.El uso que hace Till Lindemann al cantar de la llamada "r palatal", como la que pronunciaba Adolf Hitler, ha sido también empleado para sugerir simpatías de Rammstein con el mundo de la extrema derecha. El propio Lindemann lo explicaba así:

La "r" no surgió ni siquiera de forma intencionada. Apareció por sí misma, porque en este registro tan grave cantas así automáticamente. ¡Por Dios!, no era nuestra intención conseguir ninguna actitud fascista [...]

Muchas veces las acusaciones de filonazismo se deben al desconocimiento de la cultura alemana fuera de este país. Al hilo de esto, en el documental Anakonda im Netz contenido en el segundo DVD de Völkerball, el mánager de Rammstein Emanuel Fialik relata una anécdota significativa que sucedió durante una firma de autógrafos del grupo en una tienda de música en México:

La gente vino con muchísimos utensilios que ellos pensaban formaban parte de la cultura alemana y que una banda alemana como Rammstein podría firmar. Llegaron personas con partituras de Strauß, con libros de Nietzsche o con traducciones de la Biblia de Martín Lutero. En Guadalajara apareció un hombre que llevaba puesta una camiseta con una esvástica; probablemente pensaba que era un símbolo folclórico de Alemania. Este hombre tendría unos veinticinco años y no podía tener un aspecto más indígena: larga melena negra, nariz grande y aguileña... y llevaba puesta una camiseta negra con una esvástica. Rápidamente se mostró dispuesto a quitársela cuando se le explicó que es un símbolo que no gusta demasiado ver hoy en día. Aparentemente sólo quería hacer un favor al grupo. Después alguien nos explicó que muchos criminales de guerra nazis se establecieron en Guadalajara después de la Segunda Guerra Mundial. Por ello pedimos a la radio local que anunciara que las camisetas con la esvástica no serían bienvenidas en el concierto. Esto fue aceptado y respetado. No vino al concierto ningún grupúsculo de extrema derecha. Solamente eran personas que, alejadas de Alemania y de Europa, pensaban que era un símbolo de la historia alemana y que el grupo lo habría apreciado como símbolo de respeto y reconocimiento. Les dijimos que eso no era así y lo comprendieron. Por suerte el joven había aparecido durante la firma de autógrafos, antes del concierto, y gracias a ello tuvimos la oportunidad de reaccionar.

A pesar de todas las declaraciones de la banda, en mayo de 2006 las acusaciones reaparecieron al ser profanada la sinagoga de Petaj Tikva (Israel). Los asaltantes, que dibujaron con aerosoles diversos símbolos nazis, escribieron la palabra "Rammstein" en el suelo del templo, según informó el Jerusalem Post.

### Relación con sucesos violentos
Algunos medios de comunicación han implicado en diversas ocasiones a Rammstein con episodios violentos. El videoclip de «Ich will» fue estrenado el día antes de los ataques terroristas de Nueva York del 11 de septiembre de 2001. Casualmente, en dicho vídeo los integrantes de Rammstein aparecían caracterizados como terroristas. En Estados Unidos se restringió su emisión a la franja nocturna y desde algunos sectores se pidió su prohibición.
La banda saltó anteriormente a los titulares tras la masacre del instituto Columbine (Colorado, EE. UU.) Se habló de que los asesinos, Eric Harris y Dylan Klebold, eran seguidores de Rammstein. El grupo condenó públicamente cualquier tipo de violencia, rechazando cualquier conexión de su música con el suceso. Tras la masacre de la escuela de Beslán (Rusia) en septiembre de 2004, se mencionó en el diario británico The Independent que los secuestradores y asesinos escucharon música de Rammstein como método de motivación durante el asedio policial.

### Otras polémicas
Rammstein ha jugado a lo largo de toda su carrera con su estética y actitudes provocadoras. La portada del álbum Mutter (2001) fue criticada por autoridades religiosas, ya que mostraba la imagen de un feto. En octubre de 2004 el vídeo de «Mein Teil» desató una fuerte controversia en Alemania. Se trata de una particular revisión con tintes de humor negro del caso de canibalismo de Armin Meiwes, en la que aparece Christoph Schneider travestido paseando a sus cinco compañeros atados con correas de perro. La polémica aupó el sencillo al segundo puesto de las listas alemanas. La polémica fue mayor cuando el propio Meiwes demandó a la banda por retratar su historia en la canción, cosa que en realidad solo tenía como objetivo retrasar su propio juicio por el que estaba condenado, y no llegó a nada. Según Paul Landers, les gusta moverse "en los límites del mal gusto". Por su parte, Christian Lorenz asegura que "la polémica es divertida, es como robar fruta prohibida. Pero tiene un propósito. Nos gusta que nuestro público se enfrente a nuestra música, y la gente se ha vuelto más receptiva (a ella)".
Otro videoclip, el de «Mann gegen Mann», de su álbum Rosenrot, fue clasificado como no recomendado para menores de dieciséis años por las autoridades alemanas, ya que los miembros de la banda aparecían completamente desnudos (si bien en ningún instante se veían sus genitales, que tapaban con los instrumentos) y embadurnados en aceite.
En el verano de 2007, el Instituto de Protección a la Juventud llevó a cabo una inspección oficial y puso a los álbumes de Rammstein en la mira de la censura oficial al pretender clasificarlos como "material peligroso para la juventud". Tras negociaciones con Pilgrim Management, esta acción cesó el 10 de octubre de ese mismo año, cuando un panel revisor compuesto por autoridades del Estado, los servicios de protección a la juventud, educadores, grupos religiosos y publicistas determinaron que las letras de Rammstein "no someten al público a material obsceno, que incite a la violencia o a la humillación sexual". Sin embargo, el 5 de noviembre de 2009, Rammstein anunció en su página de Facebook un nuevo veredicto que colocaba a su álbum Liebe ist für alle da en el "Índice de materiales peligrosos para la juventud", específicamente por el tema «Ich tu dir weh», "una representación peligrosa para la juventud de prácticas sadomasoquistas", y por una foto del libreto que representa a Richard Kruspe con una joven desnuda en sus rodillas. Además, el comité examinador consideró la canción «Pussy» y su videoclip pueden animar a mantener relaciones sexuales sin protección. Dicho videoclip, que contiene escenas explícitas de sexo, referencias al sadomasoquismo y a hermafroditas, tuvo que ser estrenado en un sitio web pornográfico y causó un gran revuelo por todo el mundo. Finalmente, el 6 de junio de 2010 se publicó en la Gaceta del Ministerio una resolución del Tribunal Administrativo de Colonia que decretaba el retiro de LIFAD del índice, y con ello, la prohibición.
Sin embargo, esta no fue la única polémica que acompañó a Liebe ist für alle da: a mediados de julio de 2009, Pilgrim Management y Universal Music fueron acusadas de atentar contra de la libertad de prensa tras filtrarse por Internet material del disco, aún sin publicar. Los representantes legales de Rammstein emprendieron medidas que resultaron en el cierre de dos conocidos fansites, así como la retirada de una noticia en la edición digital del diario Augsburger Allgemeine donde se informaba de la filtración de lo que parecía ser el primer sencillo promocional del nuevo álbum.
En febrero de 2010, en Bielorrusia, un Consejo Estatal observador de la Moral (conformado por partidos políticos, líderes religiosos y que cuenta con el respaldo del presidente Aleksandr Lukashenko) se refirió a la banda como enemigo público por "promover sin reparos la homosexualidad, el masoquismo, la violencia y el lenguaje obsceno, entre otras barbaridades" y propuso la cancelación del concierto planeado para el 7 de marzo en la capital Minsk. Sin embargo, el propio embajador de Bielorrusia en Berlín, desestimó las declaraciones del concejal, refiriéndose a estas como "declaraciones desafortunadas a título personal". De hecho, terminó con las especulaciones acerca de la posible cancelación del concierto, que fue el primero en celebrarse en la recién estrenada Arena Minsk, con localidades agotadas.

## Relación con otras bandas
Frecuentemente se compara a Rammstein con otras bandas alemanas de similar estilo musical, pero que llevan más tiempo en activo, como es el caso de Oomph!, banda cuya influencia musical ha sido reconocida por Rammstein. La relación entre ambos grupos es básicamente buena:

Naturalmente nosotros empezamos antes, Rammstein fueron fans nuestros y nos dieron sus demos. Eso es por todos conocido. Ellos lo muestran abiertamente y si en una entrevista se les pregunta directamente al respecto dicen que somos una de las bandas que han influido en ellos, y ya tampoco nos molesta. Hay que mirarlo así: nosotros hemos tenido influencia en Rammstein, pero por otro lado ellos también nos han abierto caminos en el mainstream.

Sin embargo, también existen algunas diferencias:

Para mí eso es lo más reprochable que Rammstein ha hecho jamás. Mostrar en el extranjero una imagen de la juventud alemana que por suerte ya no existe. Si a alguien se le presenta la posibilidad de mostrar al mundo una imagen de la juventud o del pueblo alemán, lo que no se puede hacer es enseñar un video de Riefenstahl o los cánones de belleza de los años 30. Porque afortunadamente, ni los alemanes en general ni los jóvenes en particular son así, pero a un extranjero le sirve para sentirse reafirmado en sus prejuicios. Tienen precisamente ese estereotipo de los alemanes y entonces viene un grupo que les dice: "sí, los alemanes son todos así". Yo creo que nosotros no podríamos mirarnos por las mañanas en el espejo si basáramos nuestro éxito en una imagen pública tan reprobable.

Paul Landers, guitarrista de Rammstein, se manifestó de esta manera acerca de la relación entre ambas bandas cuando la suya acababa de conseguir el éxito internacional con Sehnsucht:

Ellos existen desde dos años antes y quizás están un poco encabronados porque nosotros hemos tenido tanto éxito y a ellos todavía no les conoce nadie. Espero que esto cambie, porque musicalmente, en ocasiones, todavía son mejores que nosotros. Nos gusta mucho Oomph!, de verdad. Cuando terminamos Herzeleid escuché un CD de Oomph! y pensé: "Amigo, estos hacen lo que nosotros queremos hacer, han terminado con ello."

Además de con Oomph!, Rammstein protagonizó a finales de los años 1990 una sonada polémica con otro grupo de la Neue Deutsche Härte, Die Krupps. Rammstein tuvo que hacer frente a una demanda por plagio por la canción "Tier", del álbum Sehnsucht, muy parecida al título "The Dawning of Doom" de Die Krupps. Desde entonces, Rammstein cita a Jürgen Engler como coautor de la canción en los créditos de los discos. El propio Englers asegura que esto se debe a que Rammstein perdió el juicio. Richard Kruspe sugiere en una entrevista que esta mención se introdujo en realidad de mutuo acuerdo.

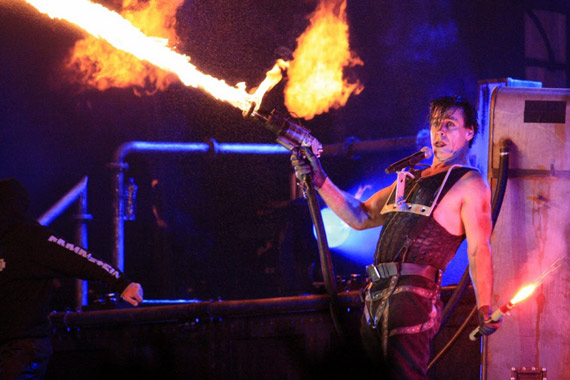
Till Lindemann con un lanzallamas en Chile.

Tradicionalmente, Rammstein ha tenido también enfrentamientos públicos con Campino, el líder de la banda de música punk rock Die Toten Hosen. En una ocasión Campino dijo refiriéndose a Rammstein:

A los americanos les gusta el entretenimiento. Y les gustan también David Copperfield y Siegfried & Roy. Por eso, si va donde ellos un idiota del tipo de Siegfried & Roy y juega un poco con fuego, les parece fantástico.

Cuando Rammstein fue nominado para un premio Grammy en 2006, Paul Landers comentó en una entrevista:

Lo bueno (de estar nominados) es que hará que Campino se enfade.

En los premios Echo 2012, la banda (exceptuando a Till Lindemann), tocó junto a Marilyn Manson, una de las canciones más conocidas y significativas del cantante estadounidense, «The Beautiful People».

## Miembros
- Till Lindemann - voz

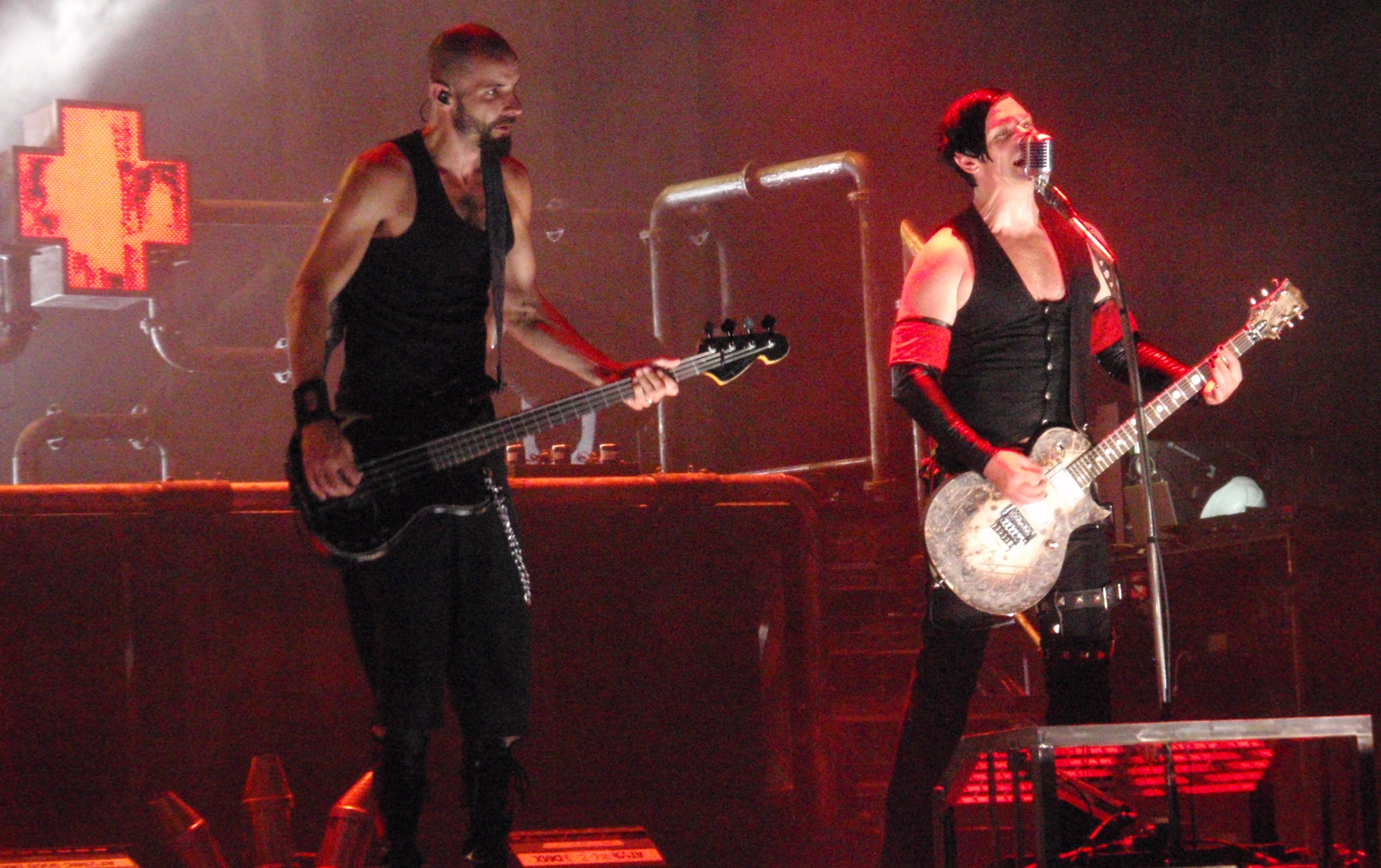
Oliver Riedel y Richard Z. Kruspe en un concierto en Bilbao

- Richard Zven Kruspe - guitarra líder, coros
- Oliver Riedel - bajo
- Christoph Schneider - batería
- Paul Landers - guitarra rítmica, coros
- Flake Lorenz - teclado, sintetizador, trompeta

## Discografía
Hasta la fecha Rammstein ha publicado un total de ocho álbumes de estudio, tres álbumes en vivo y la película Rammstein: Paris, así como veinticinco videoclips, más de veinte sencillos y ediciones especiales. 

### Álbumes de estudio[92][93]
- Herzeleid (1995)
- Sehnsucht (1997)
- Mutter (2001)
- Reise, Reise (2004)
- Rosenrot (2005)
- Liebe ist für alle da (2009)
- Rammstein (2019)
- Zeit (2022)

### Registros en directo
- Live Aus Berlin (1999)
- Völkerball (2006)
- In Amerika (2015)
- Rammstein: Paris (2017)

### Recopilatorios
- Lichtspielhaus (2003)
- Made In Germany 1995-2011 (2011)
- Videos 1995-2012 (2012)
- Klavier (2015)
- Raritäten (1994-2012) (2015)
- Remixes (2020)

### Sencillos
- Du Riechst So Gut (1995)
- Seemann (1996)
- Engel (1997)
- Du hast (1997)
- Das Modell (1997)
- Du riechst so gut '98 (1998)
- Stripped  (1998)
- Asche zu Asche (1999)
- Sonne (2001)
- Links 2 3 4 (2001)
- Ich will (2001)
- Mutter (2002)
- Feuer frei! (2002)
- Mein Teil (2004)
- Amerika (2004)
- Ohne dich (2004)
- Keine Lust (2005)
- Benzin (2005)
- Rosenrot (2005)
- Mann gegen Mann (2005)
- Pussy (2009)
- Ich tu dir weh (2010)
- Haifisch (2010)
- Mein Land (2011)
- Mein Herz brennt (2012)
- Deutschland (2019)
- Radio (2019)
- Ausländer (2019)
- Zeit (2022)
- Zick Zack (2022)
- Dicke Titten (2022)
- Angst (2022)
- Adieu (2022)

## Giras musicales
- Herzeleid Tour (1994-1996)
- Sehnsucht Tour (1997-2001)
- Mutter Tour (2001-2002)
- Reise, Reise/Ahoi Tour (2004-2005)
- Liebe Ist Für Alle Da/LIFAD Tour (2009-2011)
- Made in Germany 1995-2011 Tour (2011-2013)
- Festivals Tour (2016-2017)
- Stadium Tour (2019-2024)